# Hernando da Silva Ramos
Hernando Jao „Nano“ da Silva Ramos, in einigen Quellen auch Hermano da Silva Ramos, (* 7. Dezember 1925 in Paris) ist ein ehemaliger französisch-brasilianischer Automobilrennfahrer.

## Karriere
Da Silva Ramos wurde als Sohn eines reichen brasilianischen Geschäftsmannes und einer französischen Mutter in Frankreich geboren. Daher besaß sowohl die brasilianische als auch die französische Staatsbürgerschaft. Sein Vater hatte bereits in den 1930er Jahren Autorennen mit einem Bugatti bestritten. Nanos Rennkarriere begann 1947 bei kleineren Rennen in Brasilien und setzte sich später in Europa fort, wo er einen Aston Martin für Sportwagenrennen erwarb.
An der Automobil-Weltmeisterschaft nahm er in den Jahren 1955 und 1956 teil, auf Wagen der Marke Gordini. Diese französischen Autos waren gegenüber den Mercedes-Benz und Ferraris jener Epoche deutlich unterlegen und selten konnte da Silva Ramos sein wahres Können zeigen, aber zwei achte Plätze in Zandvoort und Reims zeigten sein durchaus beachtliches fahrerisches Potenzial auf. Sein bestes Ergebnis erreichte er beim Grand Prix von Monaco 1956 mit einem fünften Platz. Danach trat er gelegentlich noch bis 1959 bei Sportwagenrennen an, bevor er sich vom Motorsport zurückzog. Da Silva Ramos lebt heute in Neuilly-sur-Seine.
Seit dem Tod von Paul Goldsmith am 6. September 2024 ist Da Silva Ramos der älteste noch lebende Rennfahrer, der an einem Formel-1-Rennen teilnahm.

## Statistik

### Statistik in der Automobil-Weltmeisterschaft

#### Gesamtübersicht
| Saison | Team           | Chassis     | Motor          | Rennen | Siege | Zweiter | Dritter | Poles | schn. Rennrunden | Punkte | WM-Pos. |
| ------ | -------------- | ----------- | -------------- | ------ | ----- | ------- | ------- | ----- | ---------------- | ------ | ------- |
| 1955   | Equipe Gordini | Gordini T16 | Gordini 2.5 L6 | 3      | −     | −       | −       | −     | −                | −      | NC      |
| 1956   | Equipe Gordini | Gordini T16 | Gordini 2.5 L6 | 1      | −     | −       | −       | −     | −                | 2      | 19.     |
| 1956   | Equipe Gordini | Gordini T32 | Gordini 2.5 L8 | 3      | −     | −       | −       | −     | −                | 2      | 19.     |
| Gesamt | Gesamt         | Gesamt      | Gesamt         | 7      | −     | −       | −       | −     | −                | 2      |         |

#### Einzelergebnisse
| Saison | 1 | 2 | 3 | 4 | 5   | 6   | 7   | 8 |
| ------ | - | - | - | - | --- | --- | --- | - |
| 1955   |   |   |   |   |     |     |     |   |
|        |   |   |   | 8 | DNF | DNF |     |   |
| 1956   |   |   |   |   |     |     |     |   |
|        | 5 |   |   | 8 | DNF |     | DNF |   |

| Legende  | Legende            | Legende                                                          |
| Farbe    | Abkürzung          | Bedeutung                                                        |
| -------- | ------------------ | ---------------------------------------------------------------- |
| Gold     | –                  | Sieg                                                             |
| Silber   | –                  | 2. Platz                                                         |
| Bronze   | –                  | 3. Platz                                                         |
| Grün     | –                  | Platzierung in den Punkten                                       |
| Blau     | –                  | Klassifiziert außerhalb der Punkteränge                          |
| Violett  | DNF                | Rennen nicht beendet (did not finish)                            |
| Violett  | NC                 | nicht klassifiziert (not classified)                             |
| Rot      | DNQ                | nicht qualifiziert (did not qualify)                             |
| Rot      | DNPQ               | in Vorqualifikation gescheitert (did not pre-qualify)            |
| Schwarz  | DSQ                | disqualifiziert (disqualified)                                   |
| Weiß     | DNS                | nicht am Start (did not start)                                   |
| Weiß     | WD                 | zurückgezogen (withdrawn)                                        |
| Hellblau | PO                 | nur am Training teilgenommen (practiced only)                    |
| Hellblau | TD                 | Freitags-Testfahrer (test driver)                                |
| ohne     | DNP                | nicht am Training teilgenommen (did not practice)                |
| ohne     | INJ                | verletzt oder krank (injured)                                    |
| ohne     | EX                 | ausgeschlossen (excluded)                                        |
| ohne     | DNA                | nicht erschienen (did not arrive)                                |
| ohne     | C                  | Rennen abgesagt (cancelled)                                      |
| ohne     | keine WM-Teilnahme |                                                                  |
| sonstige | P/fett             | Pole-Position                                                    |
| sonstige | 1/2/3/4/5/6/7/8    | Punktplatzierung im Sprint-/Qualifikationsrennen                 |
| sonstige | SR/kursiv          | Schnellste Rennrunde                                             |
| sonstige | *                  | nicht im Ziel, aufgrund der zurückgelegten Distanz aber gewertet |
| sonstige | ()                 | Streichresultate                                                 |
| sonstige | unterstrichen      | Führender in der Gesamtwertung                                   |

### Le-Mans-Ergebnisse
| Jahr | Team                | Fahrzeug                   | Teamkollege     | Platzierung | Ausfallgrund     |
| ---- | ------------------- | -------------------------- | --------------- | ----------- | ---------------- |
| 1954 | Jean-Paul Colas     | Aston Martin DB2/4 Vignale | Jean-Paul Colas | Ausfall     | Kraftübertragung |
| 1955 | Automobiles Gordini | Gordini T15S               | Jacques Pollet  | Ausfall     | Kühler           |
| 1956 | Automobiles Gordini | Gordini T23S               | André Guelfi    | Ausfall     | Motorschaden     |
| 1959 | Scuderia Ferrari    | Ferrari 250TR 59           | Cliff Allison   | Ausfall     | Getriebeschaden  |

### Einzelergebnisse in der Sportwagen-Weltmeisterschaft
| Saison | Team             | Rennwagen                     | 1   | 2   | 3   | 4   | 5   | 6   |
| ------ | ---------------- | ----------------------------- | --- | --- | --- | --- | --- | --- |
| 1954   | Jean-Paul Colas  | Aston Martin DB2              | BUA | SEB | MIM | LEM | RTT | CAP |
| 1954   | Jean-Paul Colas  | Aston Martin DB2              | DNF |     |     |     |     |     |
| 1955   | Gordini          | Aston Martin DB2 Gordini T15S | BUA | SEB | MIM | LEM | RTT | TAR |
| 1955   | Gordini          | Aston Martin DB2 Gordini T15S |     |     | 16  | DNF |     |     |
| 1959   | Scuderia Ferrari | Ferrari 250TR                 | SEB | TAR | NÜR | LEM | RTT |     |
| 1959   | Scuderia Ferrari | Ferrari 250TR                 | DNF |     |     |     |     |     |